# Kenza (album)
Albums de Khaled
1, 2, 3 Soleils
(1998) Ya-Rayi
(2004)
Singles
1. C’est la nuit
Sortie : 1999
2. El Harba Wine (feat. Amar (en))
Sortie : 1997

Kenza est le 4e album du chanteur algérien Khaled, sorti le 7 décembre 1999 en France et dans toute l’Europe et en 2000 aux États-Unis. 

## Description
L’album a été produit par Steve Hillage, Jean-Jacques Goldman, Christophe Battaglia et Lati Kronlund. Il contient des duos avec la chanteuse britanno-indienne Amar (en) dans le morceau El Harba Wine et la chanteuse israélo-américaine Noa dans la reprise d’Imagine de John Lennon. 
L'album a été nommé d'après la deuxième fille de Khaled, Kenza. Kenza veut signifier « Trésor » en arabe. Il est certifié disque d’or en ayant été vendu 100 000 fois. 
Il a été réédité par Ark 21 et Wrasse Records. Il fait partie de l'ouvrage de références Les 1001 albums qu'il faut avoir écoutés dans sa vie de Robert Dimery.

## Liste des titres
| Version européenne | Version européenne                   | Version européenne                                 | Version européenne                                 | Version européenne | Version européenne | Version européenne | Version européenne | Version européenne | Version européenne |
| No                 | Titre                                | Auteur                                             | Compositeur(s)                                     | Durée              |                    |                    |                    |                    |                    |
| ------------------ | ------------------------------------ | -------------------------------------------------- | -------------------------------------------------- | ------------------ | ------------------ | ------------------ | ------------------ | ------------------ | ------------------ |
| 1.                 | Aalach Tloumouni                     | Khaled                                             | Steve Hillage, Christophe Battaglia, Lati Kronlund | 5:02               |                    |                    |                    |                    |                    |
| 2.                 | El Harba Wine (feat. Amar)           | Mohamed Angar, Khaled, Amar, Mohamed Benhamadouche | Khaled, Idir, Steve Hillage                        | 4:33               |                    |                    |                    |                    |                    |
| 3.                 | C’est la nuit                        | Khaled, Jean-Jacques Goldman                       | Jean-Jacques Goldman, Christophe Battaglia         | 5:04               |                    |                    |                    |                    |                    |
| 4.                 | Imagine (feat. Noa)                  | John Lennon, Khaled, Noa                           | John Lennon                                        | 4:24               |                    |                    |                    |                    |                    |
| 5.                 | Trigue Lycee                         | Khaled                                             | Khaled, Steve Hillage                              | 4:43               |                    |                    |                    |                    |                    |
| 6.                 | Edir E’sseba                         | Khaled, Ahmed Hamadi                               | Khaled, Lati Kronlund                              | 5:50               |                    |                    |                    |                    |                    |
| 7.                 | Ya Aachkou                           | Khaled, Ahmed Hamadi                               | Khaled, Lati Kronlund                              | 3:57               |                    |                    |                    |                    |                    |
| 8.                 | Melha                                | Khaled, Ahmed Hamadi                               | Khaled, Steve Hillage                              | 6:07               |                    |                    |                    |                    |                    |
| 9.                 | Raba-Raba                            | Khaled, Mohamed H’Fif, Sguhir Boutaiba             | Khaled, Steve Hillage                              | 5:37               |                    |                    |                    |                    |                    |
| 10.                | El Bab                               | Khaled, Ahmed Hamadi                               | Khaled, Lati Kronlund                              | 5:28               |                    |                    |                    |                    |                    |
| 11.                | El Aadyene                           | Khaled, Ahmed Hamadi                               | Khaled, Lati Kronlund                              | 5:37               |                    |                    |                    |                    |                    |
| 12.                | Gouloulha-Dji                        | Khaled, Ahmed Hamadi                               | Khaled, Lati Kronlund                              | 5:37               |                    |                    |                    |                    |                    |
| 13.                | Mele H’bibti                         | Khaled                                             | Khaled, Steve Hillage                              | 6:29               |                    |                    |                    |                    |                    |
| 14.                | Derwiche Tourneur                    | Khaled, Jean-Jacques Goldman                       | Jean-Jacques Goldman, Christophe Battaglia         | 6:00               |                    |                    |                    |                    |                    |
| 15.                | Leïli ("C’est la nuit" Arab version) | Khaled, Jean-Jacques Goldman                       | Jean-Jacques Goldman, Christophe Battaglia         | 4:08               |                    |                    |                    |                    |                    |
| 1:14:33            |                                      |                                                    |                                                    |                    |                    |                    |                    |                    |                    |

| Version américaine | Version américaine                   | Version américaine                                 | Version américaine                                 | Version américaine | Version américaine | Version américaine | Version américaine | Version américaine | Version américaine |
| No                 | Titre                                | Auteur                                             | Compositeur(s)                                     | Durée              |                    |                    |                    |                    |                    |
| ------------------ | ------------------------------------ | -------------------------------------------------- | -------------------------------------------------- | ------------------ | ------------------ | ------------------ | ------------------ | ------------------ | ------------------ |
| 1.                 | Aalach Tloumouni                     | Khaled                                             | Steve Hillage, Christophe Battaglia, Lati Kronlund | 5:02               |                    |                    |                    |                    |                    |
| 2.                 | El Harba Wine (feat. Amar)           | Mohamed Angar, Khaled, Amar, Mohamed Benhamadouche | Khaled, Idir, Steve Hillage                        | 4:33               |                    |                    |                    |                    |                    |
| 3.                 | Leïli ("C’est la nuit" Arab version) | Khaled, Jean-Jacques Goldman                       | Jean-Jacques Goldman, Christophe Battaglia         | 4:08               |                    |                    |                    |                    |                    |
| 4.                 | Trigue Lycee                         | Khaled                                             | Khaled, Steve Hillage                              | 4:43               |                    |                    |                    |                    |                    |
| 5.                 | Edir E’sseba                         | Khaled, Ahmed Hamadi                               | Khaled, Lati Kronlund                              | 5:50               |                    |                    |                    |                    |                    |
| 6.                 | Ya Aachkou                           | Khaled, Ahmed Hamadi                               | Khaled, Lati Kronlund                              | 3:57               |                    |                    |                    |                    |                    |
| 7.                 | Melha                                | Khaled, Ahmed Hamadi                               | Khaled, Steve Hillage                              | 6:07               |                    |                    |                    |                    |                    |
| 8.                 | Raba-Raba                            | Khaled, Mohamed H’Fif, Sguhir Boutaiba             | Khaled, Steve Hillage                              | 5:37               |                    |                    |                    |                    |                    |
| 9.                 | El Bab                               | Khaled, Ahmed Hamadi                               | Khaled, Lati Kronlund                              | 5:28               |                    |                    |                    |                    |                    |
| 10.                | El Aadyene                           | Khaled, Ahmed Hamadi                               | Khaled, Lati Kronlund                              | 5:37               |                    |                    |                    |                    |                    |
| 11.                | Gouloulha-Dji                        | Khaled, Ahmed Hamadi                               | Khaled, Lati Kronlund                              | 5:37               |                    |                    |                    |                    |                    |
| 12.                | Mele H’bibti                         | Khaled                                             | Khaled, Steve Hillage                              | 6:29               |                    |                    |                    |                    |                    |
| 13.                | Derwiche Tourneur                    | Khaled, Jean-Jacques Goldman                       | Jean-Jacques Goldman, Christophe Battaglia         | 6:00               |                    |                    |                    |                    |                    |
| 14.                | Chebba (Man City Remix)              | Ahmed Zergui, Khaled, Safy Boutella                | The Developpement Corporation                      | 5:19               |                    |                    |                    |                    |                    |
| 1:14:33            |                                      |                                                    |                                                    |                    |                    |                    |                    |                    |                    |

## Clips vidéo
- 1999 : C’est la nuit
- 1999 : Leïli (C’est la nuit Arab version)
- 2000 : El Harba Wine (feat. Amar)

## Classements
| Charts                       | Meilleure position |
| ---------------------------- | ------------------ |
| France (SNEP)                | 49                 |
| Suisse (Schweizer Hitparade) | 57                 |

## Certifications
| Pays   | Certification | Ventes certifiées |
| ------ | ------------- | ----------------- |
| France | Or            | 100 000           |